# Гатти, Арман
Да́нте Совёр Га́тти (итал. Dante Sauveur Gatti, более известный как Арма́н Гатти́ фр. Armand Gatti; 26 января 1924, Монте-Карло — 6 апреля 2017, Сен-Манде) — французский кино- и театральный режиссёр, драматург, поэт, журналист, сценарист.

## Биография
Родился в итальянской семье. Тесно сотрудничал с такими изданиями, как «Paris Match», «L’Express», «Libération». Писал сценарии документальных фильмов. С 1959 года — в игровом кинематографе. С 1963 года работал только в театре и на телевидении.

## Избранная фильмография

### Режиссёр
- 1961 — Загон / L’Enclos (Франция—Югославия)
- 1963 — Другой Кристобаль / El otro Cristóbal (Франция—Куба)
- 1970 — Переход через Эбро / Le Passage de l’Ebre (ТВ)
- 1983 — Мы все были именами деревьев / Nous étions tous des noms d’arbres (Франция—Бельгия)

### Сценарист
- 1956 — Воскресенье в Пекине (д/ф)
- 1958 — Письмо из Сибири / Lettre de Sibérie (д/ф)
- 1959 — Моранбон / Moranbong, une aventure coréenne
- 1961 — Загон / L’Enclos (по собственному рассказу)
- 1963 — Другой Кристобаль / El otro Cristóbal
- 1968 — Воображаемая жизнь мусорщика Огюста Ж. / La Vie imaginaire de l’éboueur Auguste G. (Das imaginäre Leben des Straßenkehrers Auguste G.)
- 1970 — Переход через Эбро / Le Passage de l’Ebre (Der Übergang über den Ebro)

## Награды
- 1954 — премия Альбера Лондра
- 1959 — премия Фенеона (пьеса «Чёрная рыба»)
- 1961 — номинация на Главный приз Второго Московского международного кинофестиваля («Загон»)
- 1961 — Серебряный приз за лучшую режиссуру Второго Московского международного кинофестиваля («Загон»)
- 1963 — номинация на «Золотую пальмовую ветвь» 16-го Каннского кинофестиваля («Другой Кристобаль»)